# Femboy

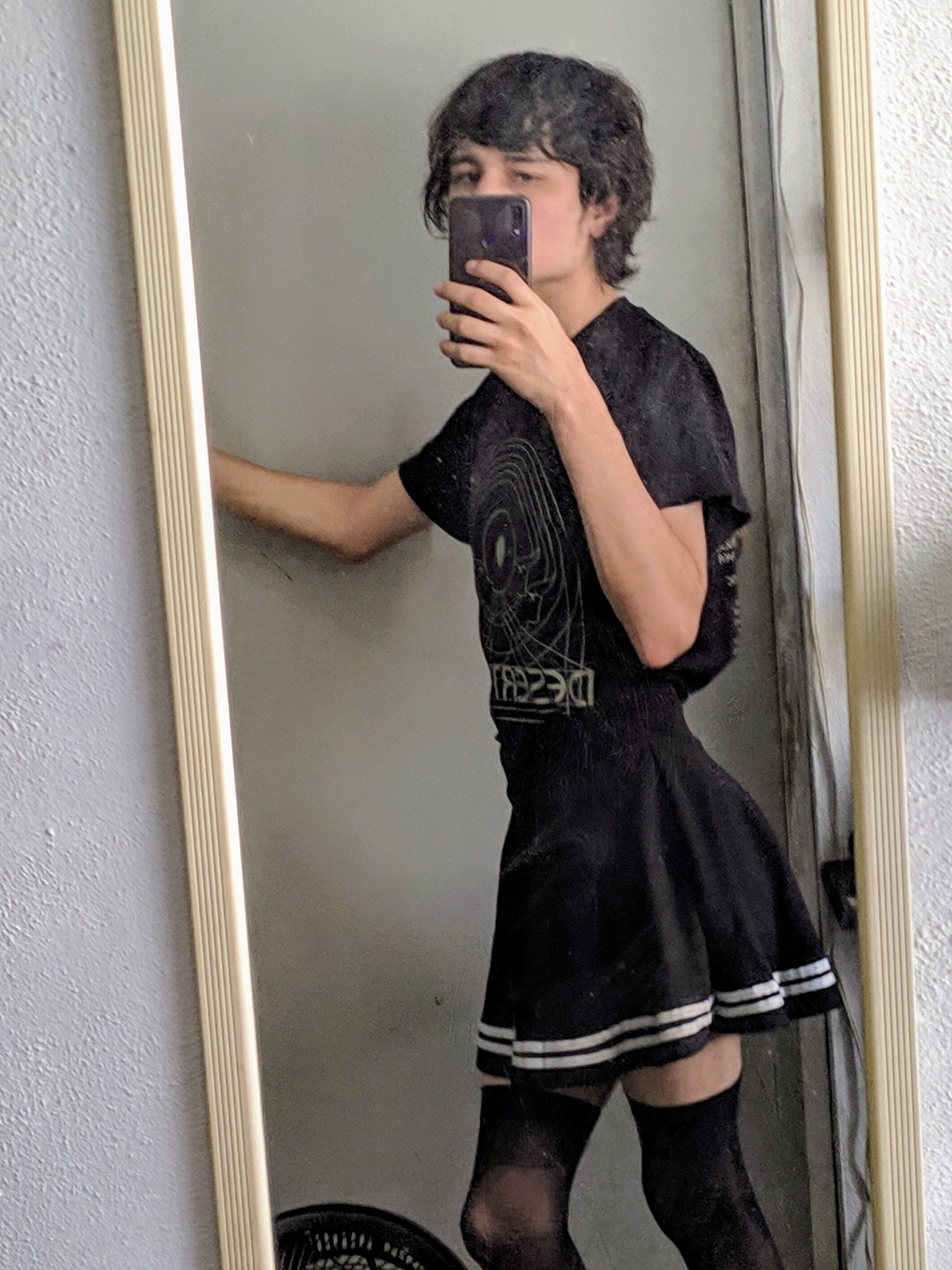
Un femboy

Femboy, scritto anche femboi, è un termine gergale che descrive ragazzi che esprimono o assumono abitudini  o comportamenti considerati tradizionalmente femminili, pur non denotando uno specifico orientamento sessuale o ruolo di genere.
In origine, questo termine, risalente agli inizi degli anni ‘90, è stato utilizzato per intendere fluidità di genere e come spregiativo verso gli individui transgender per poi cadere in disuso sino a tempi recenti, reso popolare da forum Internet, social media e dalla pornografia.  
Negli studi di settore sulla sessualità e sulla pornografia, il termine viene anche utilizzato come manifestazione di elementi di fantasia sessuale.